# Friedrich Wilhelm von Dunker
Friedrich Wilhelm von Dunker (* 7. Mai 1791 in Soldau; † 18. November 1868 in Glogau) war ein preußischer Generalleutnant.

## Leben

### Herkunft
Er war der Sohn des gleichnamigen Friedrich Wilhelm von Dunker (1753–1830) und dessen Ehefrau Charlotte Henriette, geborene Kasten (1765–1823). Sein Vater war preußischer Oberstleutnant a. D., zuletzt bei der 2. Division des Allgemeinen Kriegsdepartements sowie Postmeister in Oppeln.

### Militärkarriere
Dunker wurde am 1. Februar 1802 als Junker im Husarenregiment „von Glaser“ der Preußischen Armee angestellt. Aufgrund seines Alters rückte er bei der Mobilmachung 1805 gegen Napoleon nicht aus und wurde 1806 dem Depot des Regiments zugeteilt. Ende April 1807 avancierte er zum Sekondeleutnant bei der Husarenbrigade „von Zieten“ und kam nach dem Frieden von Tilsit Anfang Dezember 1807 zum Niederschlesischen Husarenregiment. Mitte März 1809 wurde Dunker zunächst dem 1. Schlesischen Husaren-Regiment und Ende August 1809 dem Schlesischen Ulanen-Regiment aggregiert. Mit Patent vom 25. April 1807 folgte am 2. Februar 1810 seine Versetzung in das Brandenburgische Ulanen-Regiment. 1812 nahm Dunker an der Seite Frankreichs mit seinem Regiment während des Russlandfeldzuges an den Kämpfen bei Witebsk, Borodino, bei Rudina und Tarutino teil. Für sein Verhalten wurde Dunker mit dem Kreuz der Ehrenlegion und dem Orden Pour le Mérite ausgezeichnet. Auf dem Rückzug geriet er in Südrussland in Gefangenschaft. Nach seiner Freilassung nahm er im Verlauf der Befreiungskriege an den Kämpfen an der Katzbach, bei Leipzig, Brienne, Arcis-sur-Aube und Paris teil. Ausgezeichnet mit dem Orden der Heiligen Anna II. Klasse wurde Dunker am 9. Oktober 1814 mit seiner Beförderung zum Stabsrittmeister zur Dienstleistung bei Oberst La Roche-Starkenfels kommandiert. Am 20. April 1815 wurde er dem Garde-Ulanen-Regiment aggregiert sowie am 8. Juni 1815 als Rittmeister und Adjutant zur 2. Garde-Kavallerie-Brigade versetzt. Vier Monate später folgte seine Versetzung in die Adjutantur und eine Verwendung als Adjutant der Gardekavallerie. Unter Belassung in dieser Stellung wurde Dunker am 30. März 1818 zum Major befördert und dem Garde-Kürassier-Regiment aggregiert. Vom 28. Oktober 1829 bis zum 5. Juni 1831 fungierte er als Adjutant beim Generalkommando des Gardekorps und anschließend beauftragte man ihn mit der Führung des 4. Ulanen-Regiments. Am 10. Februar 1832 wurde Dunker zum Regimentskommandeur ernannt und in gleicher Funktion am 30. März 1832 in das 2. Garde-Ulanen-Regiment versetzt. In dieser Stellung stieg er am 30. März 1834 zum Oberstleutnant und zwei Jahre später zum Oberst auf. Am 30. März 1840 wurde er zum Kommandeur der 9. Kavallerie-Brigade in Glogau ernannt sowie am 7. April 1842 zum Generalmajor befördert. Als solcher leitete Dunker im Herbst 1843 die Manöver der 9. Division. Während der Unruhen in Posen hatte Dunker den Befehl über eine Abteilung preußischer Truppen zwischen Warthe und Bober. Am 13. April 1848 wurde er nach Trier als Kommandeur der 16. Division versetzt. Im September des gleichen Jahres erhielt Dunker als Führer eines Beobachtungskorps den Befehl, nach Mannheim zu marschieren und die Ruhe und Ordnung in der Region Hessen und Baden aufrechtzuerhalten. Außer seinen Einheiten waren ihm dabei drei nassauische Bataillone und eine Batterie unterstellt. Am 8. Mai 1849 wurde Dunker Generalleutnant. Während der Abwesenheit des Generals von Hirschfeld fungierte er als stellvertretender Kommandierender General des VIII. Armee-Korps in Koblenz. In dieser Eigenschaft wurde Dunker am 15. Januar 1850 mit dem Stern zum Roten Adlerorden II. Klasse mit Eichenlaub ausgezeichnet. Aufgrund seines Gesundheitszustandes reichte er seinen Abschied ein, der Dunker am 13. Juni 1850 mit der gesetzlichen Pension genehmigt wurde.
Anlässlich der Mobilmachung wurde er im November 1850 zum Kommandierenden General des Stellvertretenden Generalkommandos des III. Armee-Korps ernannt, bis Dunker Mitte Januar 1851 von dieser Stellung entbunden wurde. Am 9. Januar 1862 wurde ihm für seine 50-jährige Inhaberschaft die Krone zum Orden Pour le Mérite verliehen.

### Familie
Dunker hatte sich am 17. Juni 1832 in der Berliner Garnisonkirche mit Karoline Gaffron (1799–1880) verheiratet. Sie war die Tochter von Karl Gaffron, Inspektor bei der Bauakademie.